# Montaigu (Vendée)
Montaigu korábbi község Franciaország Loire mente régiójában, Vendée megyében. Lakosainak száma 5160 fő (2018. január 1.). Montaigu Boufféré, La Guyonnière, Saint-Georges-de-Montaigu és Saint-Hilaire-de-Loulay községekkel határos.
2019. január 1-jén négy másik korábbi községgel egyesült és az így létrejött Montaigu-Vendée új község része lett.

## Népesség
A település népességének változása:
| Lakosok száma | 5118 | 5180 | 5365 | 5197 | 5160 |
|               | 2013 | 2015 | 2016 | 2017 | 2018 |